# Покропивна
Покропи́вна — село в Україні, у Козлівській селищній громаді Тернопільського району Тернопільської області, розташоване на річці Восушка у центрі району. Адміністративний центр колишньої Покропивнянської сільради. Від вересня 2015 року ввійшло у склад Козлівської селищної громади. До Покропивної приєднано хутори Бучинські та Хрипки; у зв'язку з переселенням жителів — хутір Зарудів виключений з облікових даних.
Населення — 583 особи (2007).

## Історія
Історична дата утворення — 1544 рік.
Перша писемна згадка — 31 жовтня 1467.
Діяли «Просвіта», «Луг», «Сільський господар» та інші товариства, «Союз українок», кооператива.
12 червня 2020 року, відповідно до розпорядження Кабінету Міністрів України № 724-р «Про визначення адміністративних центрів та затвердження територій територіальних громад Тернопільської області» увійшло до складу Козлівської селищної громади.
19 липня 2020 року, в результаті адміністративно-територіальної реформи та ліквідації Козівського району, село увійшло до складу Тернопільського району.

## Населення
Місцева говірка належить до наддністрянського говору південно-західного наріччя української мови.

### Мова
Розподіл населення за рідною мовою за даними перепису 2001 року:
| Мова       | Кількість | Відсоток |
| ---------- | --------- | -------- |
| українська | 601       | 100%     |

## Пам'ятки

Пам'ятник Іванові Франку

Церква Різдва Пресвятої Богородиці (1884, відбудована 1991), капличка Пресвятої Богородиці (2003).
Споруджено пам'ятники воїнам-односельцям, полеглим у німецько-радянській війні (1967), Т. Шевченку та І. Франку (обидва — 1976).
Насипано символічну могилу Борцям за волю України (1991).
Встановлено меморіальну дошку односельцям-учасникам національно-визвольного руху (2002).
Відкрито й освячено пам'ятник біля церкви Різдва Пресвятої Богородиці о. Миколі Хмільовському (2012).
24 серпня 2014 року в селі відкрили пам'ятник Героям Небесної сотні. Він споруджений на території церкви Пресвятої Богородиці поруч із парафіяльним садком зі 100 дерев, який прихожани церкви висадили на сороковий день після боїв на Майдані; усі роботи виконав місцевий майстер Михайло Гнидин.
Пам'ятник Тарасові Шевченку
Пам'ятка монументального мистецтва місцевого значення. Розташований біля будинку культури.
Встановлений 1976 р. Масове виробництво.
Погруддя, постамент – бетон.
Погруддя – 2,3 м, постамент – 1,4 м.

## Соціальна сфера
Працюють загальноосвітня школа І-ІІ ступенів, клуб, бібліотека, ФАП, відділення зв'язку, с.-г. ТзОВ.
- Див. Покропивнянська ЗОШ [Архівовано 5 березня 2016 у Wayback Machine.]

## Відомі люди
У місцевому господарстві працював Віктор Ющенко — згодом Президент України.
о. Микола Хмільовський — священник, військовий капелан УГА, радник Митрополичої консисторії УГКЦ, член УГВР.
Покропивна — перша парафія похованого на старому її цвинтарі вихідця із Бовшева: священника УГКЦ о. Петра Курдидика (1877—1919).

Анатоль Курдидик на колінах в о. Петра, брат Ярослав — у матері (фото 1908 р.)

У Покропивній народилася художниця-графік, живописець та педагог Ганна Ткачик; провів дитинство письменник та журналіст Анатоль Курдидик, який переїхав у село з Підгайців чотирирічним хлопчиною з батьком-священиком, матір'ю та двома молодшими братами: Ярославом і Миколою.
- Шимків Петро Михайлович (* 1963) — український фольклорист, краєзнавець і громадський діяч. Учасник російсько-української війни.

## ЗгадкипроПокропивну
У книжці А. Курдидика «Записки з буднів» є два спомини з дитинства автора, пов'язані з Покропивною: про сімейне святкування Різдва Христового та про власне пережиття підлітком Першого листопада.
Спомини друкувалися уперше в 1970-х роках в україноканадській газеті «Український голос», згодом їх передруковано у київській газеті «День».

## Галерея

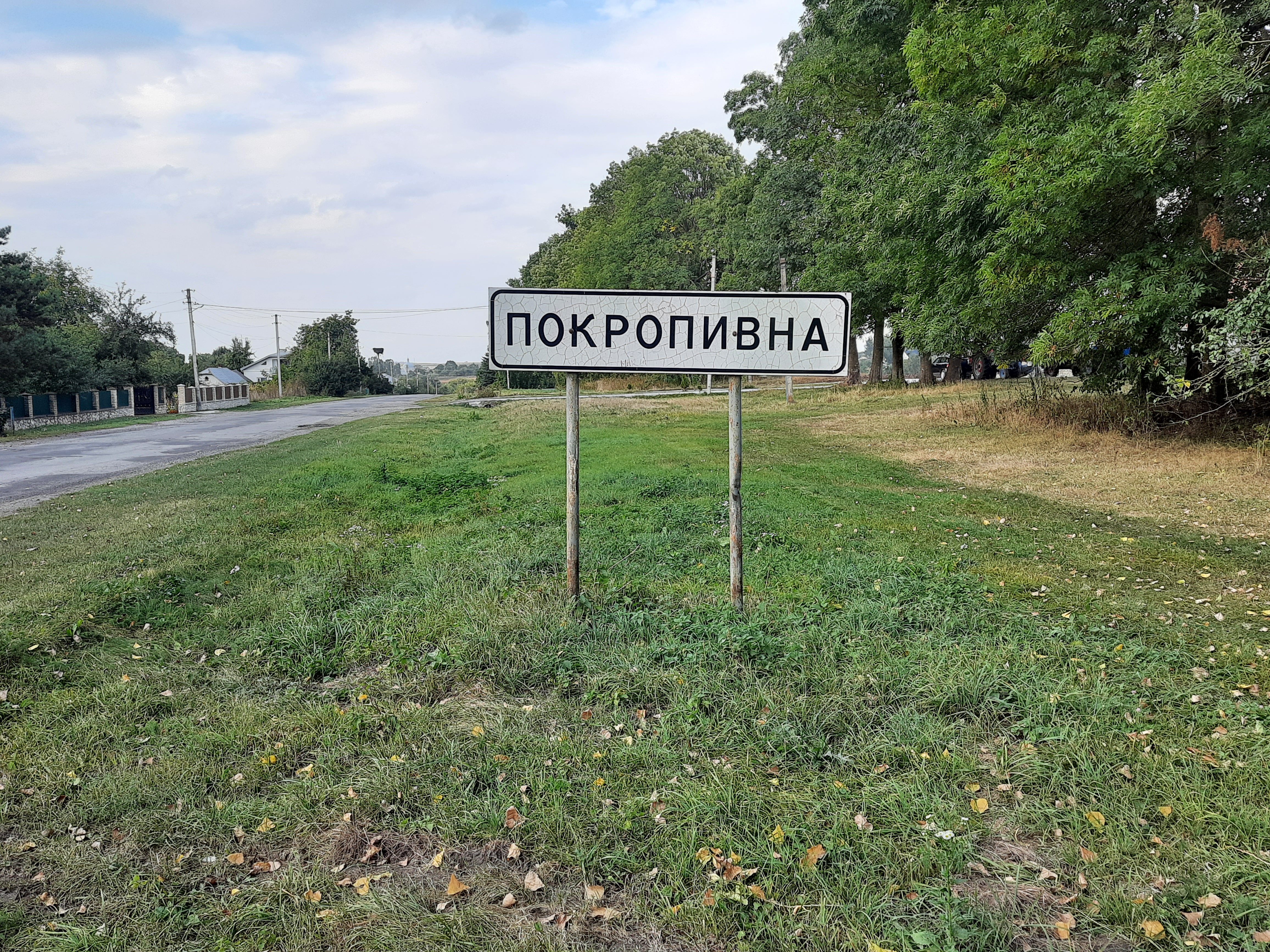
Дорожній знак при в'їзді в село
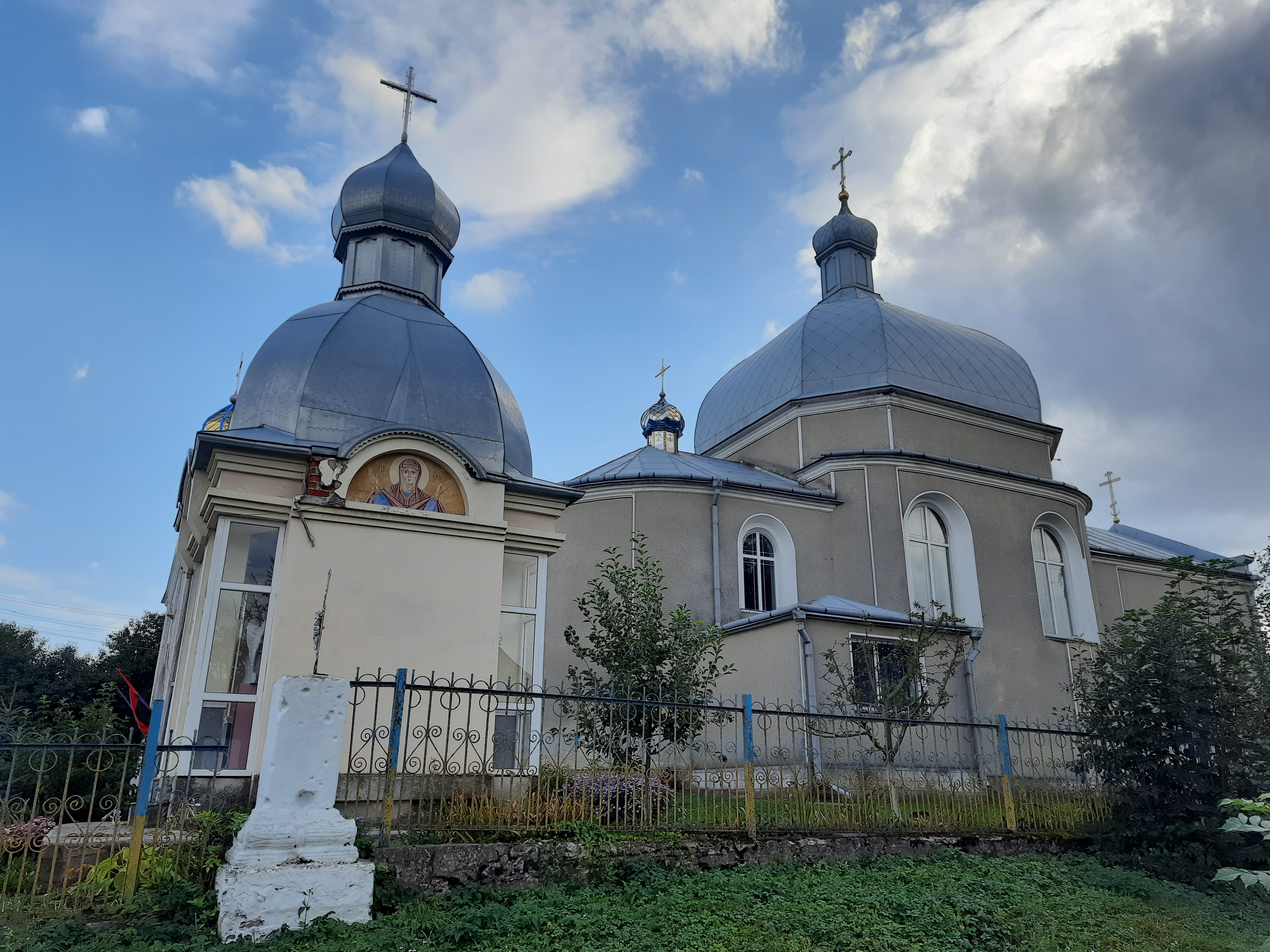
Церква Різдва Пресвятої Богородиці
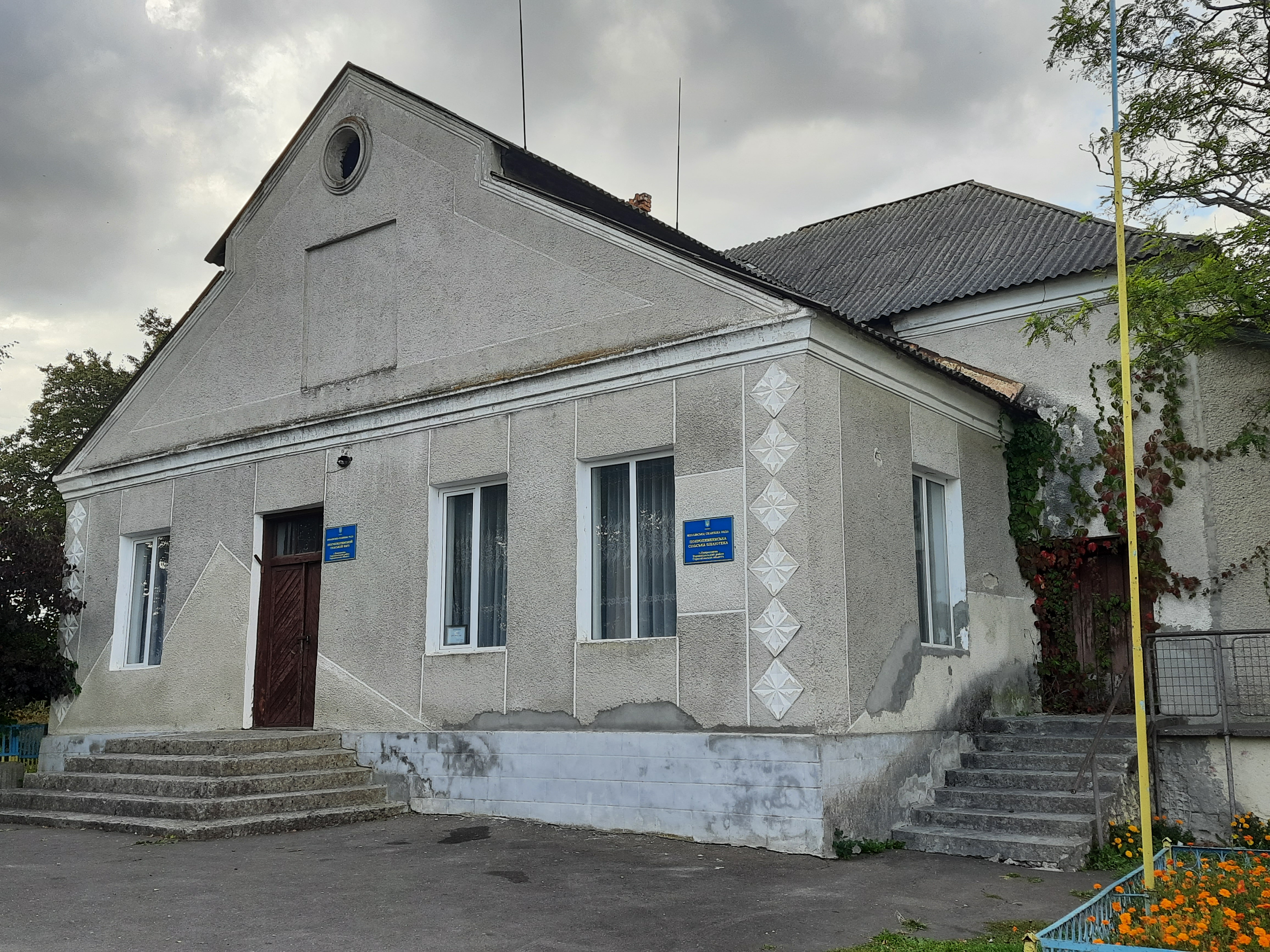
Старостат, бібліотека
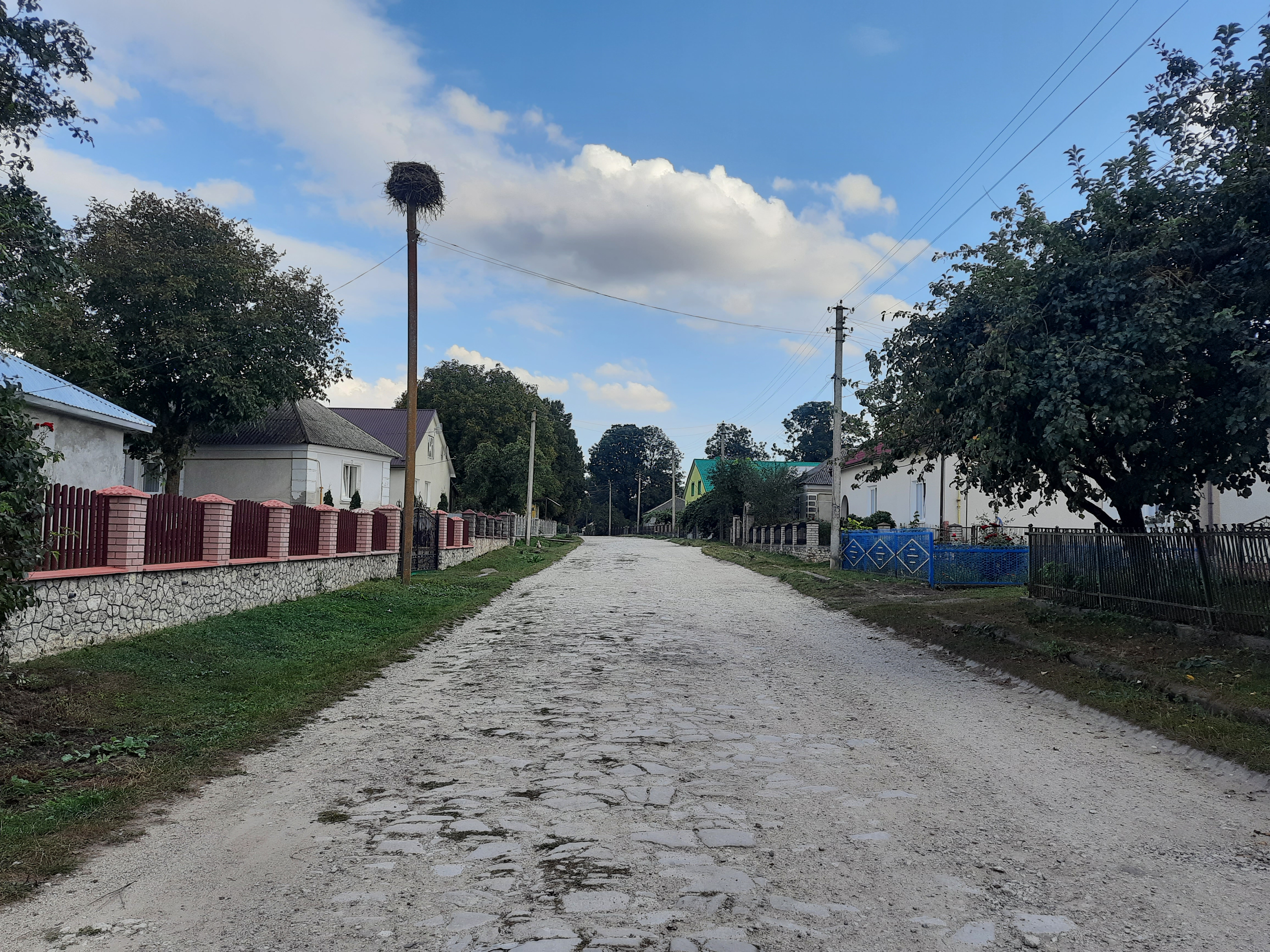
Сільська вулиця
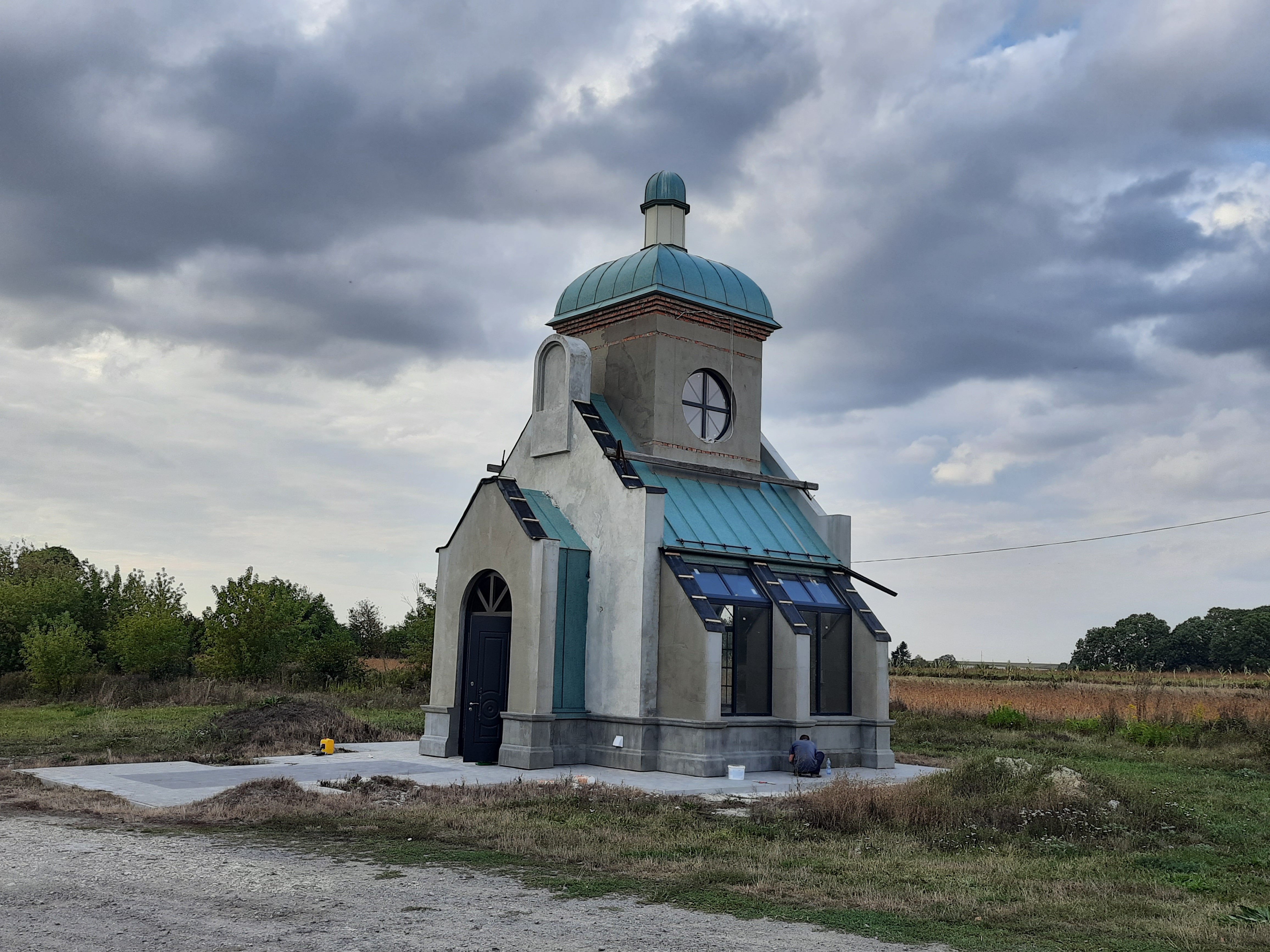
Каплиця